# Абовян
Абовян (на арменски: Աբովյան) е град, разположен в провинция Котайк, Армения. Намира се на 10 км североизточно от столицата Ереван. Населението му през 2011 година е 43 495 души.

## Население
- 1990 – 58 671 души
- 2001 – 38 876 души
- 2009 – 46 032 души
- 2011 – 43 495 души

## Побратимени градове
- Вилюрбан, Франция
- Калининград, Русия